# Univerzita v Adelaide
Univerzita v Adelaide (anglicky: University of Adelaide) je veřejná výzkumná univerzita v australském městě Adelaide. Byla založena v roce 1874, a je tak třetí nejstarší australskou univerzitou. Původně byla založena při bývalé Královské jihoaustralské společnosti umění. Hlavní kampus se nachází v centru Adelaide a jeho součástí je mnoho budov historického významu, jako je Bonython Hall. Královská charta královny Viktorie jí v roce 1881 umožnila stát se druhou univerzitou v anglicky mluvícím světě, která udělovala tituly ženám. Sousedí s ústředím Australské kosmické agentury, s níž úzce spolupracuje. Je součástí výzkumného okrsku Adelaide BioMed City. Naplánováno je sloučení se sousední Univerzitou Jižní Austrálie (University of South Australia), mělo by k němu dojít v roce 2026 a univerzita by pak měla nést oficiální název Adelaide University (což je dnes hovorové pojmenování stávající univerzity). I bez tohoto spojení si ale univerzita získává stále vyšší prestiž - podle QS World University Rankings 2025 jde o 82. nejkvalitnější vysokou školu na světě a 8. nejkvalitnější v Austrálii. V roce 2023 na škole studovalo přes 30 tisíc studentů.